# Маджуро

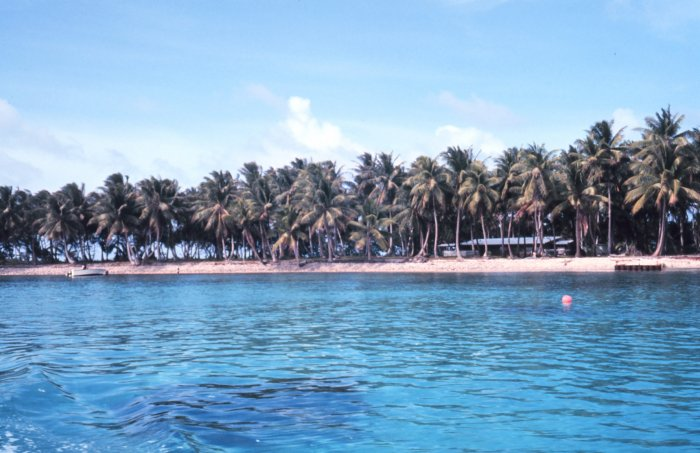
Лагуна в Маджуро, февраль 1973

Маджу́ро (марш. Mājro, англ. Majuro [ˈmædʒəroʊ]) — столица островного государства Маршалловы Острова, в Тихом океане.
Город построен на одноимённом атолле, состоящем из 64 островов. Столицу обслуживают аэропорт и морской порт. Основное население сосредоточено на островах Д–У–Д (Делап—Улига—Джаррит, Delap—Uliga—Djarrit — перечислены с юга на север, на восточном окончании атолла). Улига — основной деловой район, банковский и туристический центр. На Улиге находится Колледж Маршалловых островов, средняя и начальная школы. Правительственные учреждения находятся на острове Делап. На Делапе также находятся несколько крупных магазинов. На Джаррите находятся, в основном, жилые строения, начальная и средняя школа. В западной части атолла, в 30 км от Д–У–Д находится посёлок Лаура — растущий жилой район с популярным пляжем. Средняя школа Маршалловых островов находится на северной оконечности Маджуро, на острове Рита.
Площадь самого атолла — всего 9,71 км², площадь лагуны — 295 км². Среди туристов на острове популярна спортивная рыбалка и дайвинг. Маджуро является важным для Маршалловых островов транспортным узлом для воздушного и морского сообщения.

## История
Маджуро был заселён австронезийцами не менее 2000 лет назад.
В 1869 году протестантские миссионеры Американского совета уполномоченных по иностранным миссиям основали в Маджуро школу и церковь.
В 1885 году Германская империя объявила атолл Маджуро частью своего протектората Маршалловы острова. Маршалловы острова с Маджуро были протекторатом Германской империи до 1914 года, когда в начале Первой мировой войны они были захвачены Императорским флотом Японии и в 1920 году переданы во власть Японской империи.
Во время Второй мировой войны, 30 января 1944 войска США заняли Маджуро, удерживаемый до того японскими войсками.
В 1986 году, после получения независимости Маршалловых островов, Маджуро стал столицей нового государства.

## Образование

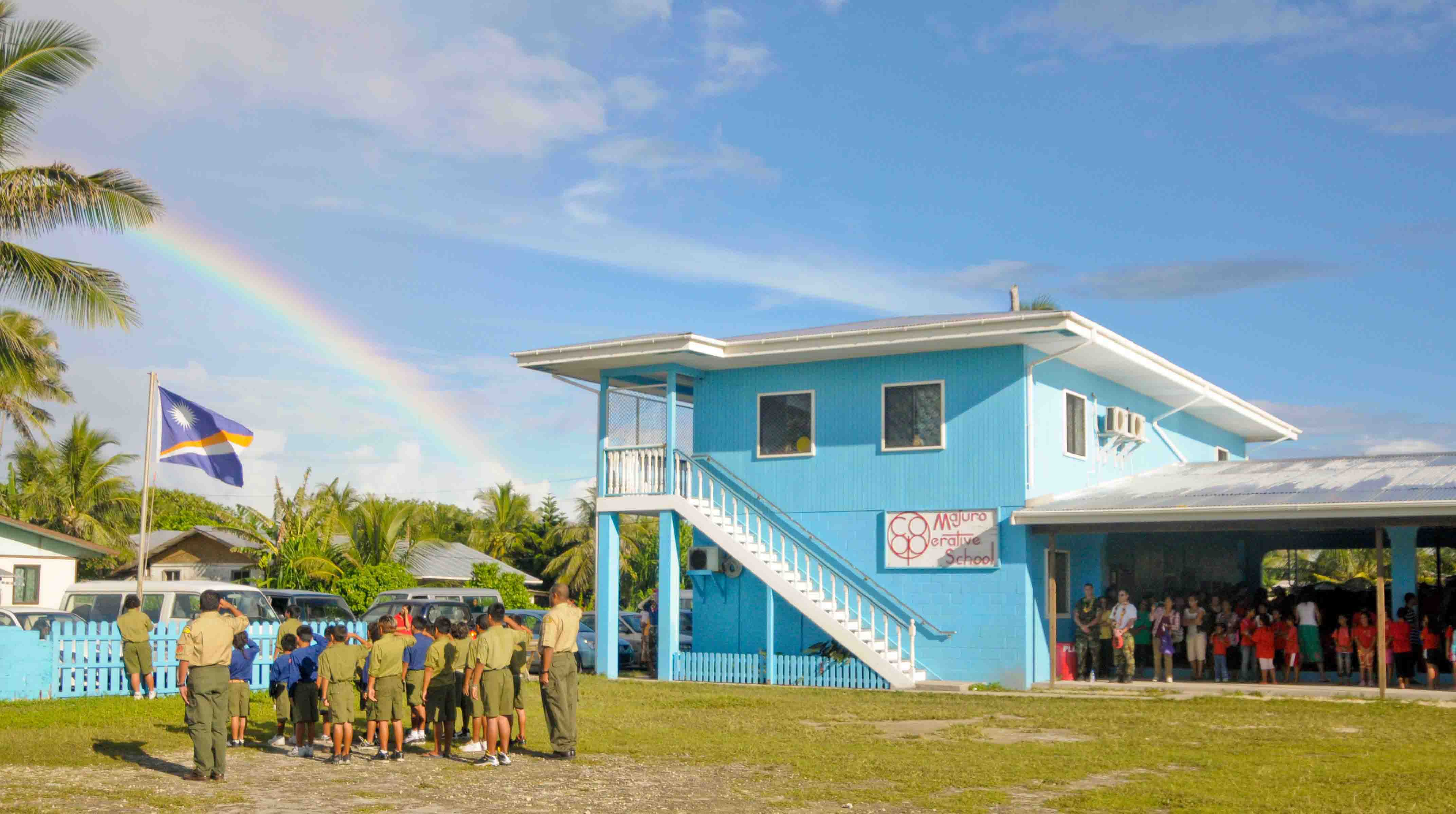
Поднятие флага Маршалловых Островов учащимися кооперативной школы «Маджуро» на церемонии в рамках проекта общественных работ «Тихоокеанское партнёрство 2009»

В Маджуро находятся «Колледж Маршалловых островов» и «Университет Южной части Тихого океана», а также в Маджуро расположено несколько средних и младших школ.

## Климат
В Маджуро тёплый дождливый пассатный климат. Температура никогда не опускалась за +20 оС. 
| Показатель                            | Янв.  | Фев.  | Март  | Апр.  | Май   | Июнь  | Июль  | Авг.  | Сен.  | Окт.  | Нояб. | Дек.  | Год  |
| ------------------------------------- | ----- | ----- | ----- | ----- | ----- | ----- | ----- | ----- | ----- | ----- | ----- | ----- | ---- |
| Абсолютный максимум, °C               | 33    | 33    | 32    | 32    | 32    | 33    | 36    | 34    | 32    | 34    | 34    | 33    | 36   |
| Средний суточный максимум, °C         | 30,9  | 31,1  | 31,2  | 31,1  | 31,4  | 31,4  | 31,6  | 31,6  | 31,7  | 31,8  | 31,7  | 31,2  | 32,2 |
| Средняя температура, °C               | 27,7  | 27,8  | 27,9  | 27,9  | 28,0  | 27,9  | 28,0  | 28,1  | 28,1  | 28,1  | 27,9  | 27,9  | 27,9 |
| Средний суточный минимум, °C          | 23,8  | 23,6  | 23,8  | 23,8  | 23,9  | 23,9  | 23,8  | 23,8  | 23,7  | 23,7  | 23,6  | 23,8  | 23,6 |
| Абсолютный минимум, °C                | 21    | 21    | 21    | 21    | 21    | 21    | 21    | 22    | 21    | 21    | 20    | 21    | 20   |
| Среднее число солнечных часов в месяц | 224,4 | 218,6 | 252,8 | 219,4 | 224,8 | 210,8 | 217,0 | 232,2 | 217,8 | 205,4 | 191,4 | 197,4 | 2612 |
| Норма осадков, мм                     | 209   | 194   | 220   | 282   | 272   | 282   | 278   | 284   | 320   | 350   | 341   | 302   | 3334 |
| Средняя влажность, %                  | 77,7  | 77,1  | 79,0  | 80,7  | 81,9  | 81,1  | 80,5  | 79,3  | 79,4  | 79,4  | 79,9  | 79,7  | 79,6 |

## Города-побратимы
- Гонолулу, США (16 декабря 2009)[1]
- Тайбэй, Тайвань (1998)